# فرازير موراي
فرازير موراي (بالإنجليزية: Fraser Murray) هو لاعب كرة قدم بريطاني، ولد في 7 مايو 1999 في غلاسكو في المملكة المتحدة. لعب مع نادي هيبرنيان.

## وصلات خارجية
- فرازير موراي على موقع قاعدة بيانات كرة القدم.إي يو (الإنجليزية)
- فرازير موراي على موقع Soccerbase.com (لاعب) (الإنجليزية)
- فرازير موراي على موقع Soccerway.com (الإنجليزية)
- فرازير موراي على موقع عالم كرة القدم.نت (الإنجليزية)